# Colégio São Francisco Xavier (São Paulo)
O Colégio São Francisco Xavier, inicialmente chamado de "Collegio Catholico Japonês São Francisco Xavier", é um colégio fundado em 1928 e localizado no bairro do Ipiranga, em São Paulo. Foi criado pelo Padre italiano Guido del Toro, nascido na Toscana, em Monte Pulciano, no ano de 1876. A instituição foi criada com o intuito de receber os imigrantes japoneses e seus descendentes e dedicar-se a evangelização destes. Inicialmente construído no bairro da Liberdade, o colégio foi transferido para um terreno no Ipiranga, doado pelo Conde José Vicente de Azevedo, em 1931, quando foi fundado o prédio onde permanece a instituição até hoje.

## Missão e Visão
A missão do Colégio São Francisco Xavier é a formação integral de pessoas conscientes, competentes, comprometidas e compassivas, através das dimensões acadêmica, humana e cristã.
A visão é tornar-se um ambiente de aprendizagem de referência na região, com espaços otimizados e diferenciados, com uma gestão competente e comprometida com a sustentabilidade econômica e socioambiental.

## História

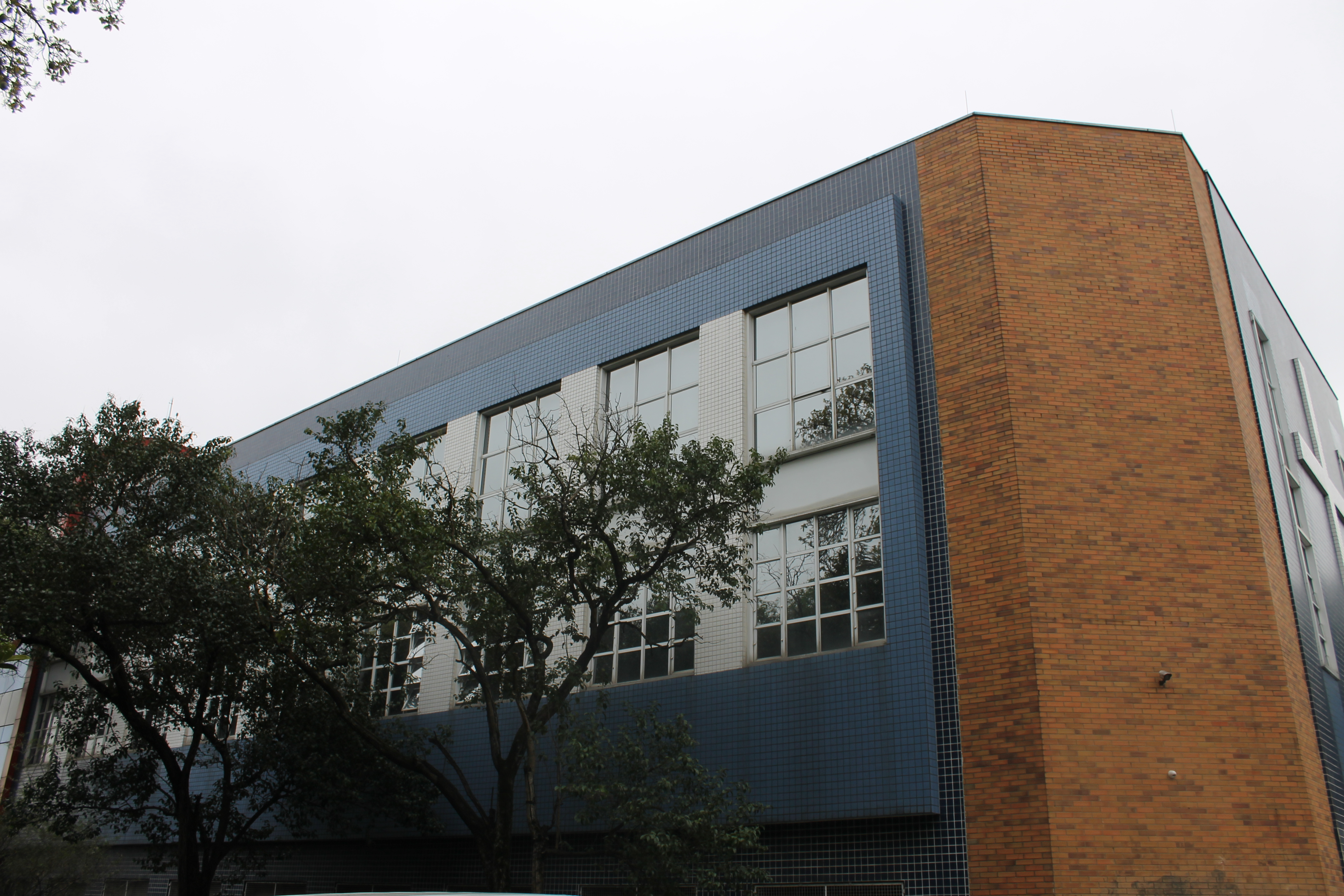
Imagem do edifício do Colégio São Francisco Xavier, em São Paulo.

O Colégio São Francisco Xavier - cujo nome faz referência ao missionário católico, Francisco Xavier - fica localizado na zona sul da cidade de São Paulo, e faz parte da Rede Jesuíta de Educação (RJE), juntamente a outras 17 escolas distribuídas pelo Brasil. O atual prédio que abriga a instituição foi construído no ano de 1931, em um terreno de 6.800 metros quadrados, no bairro do Ipiranga. O terreno, localizado na colina do Ipiranga, foi doado pelo Dr. José Vicente de Azevedo e sua esposa D. Cândida Bueno Lopes de Oliveira Azevedo.
O colégio foi fundado pelo jesuíta italiano Padre Guido del Toro, que veio ao Brasil no ano de 1914 e acabou-se envolvendo com a evangelização de imigrantes japoneses no país. Guido era padre da Igreja São Gonçalo no centro de São Paulo, e visitava com frequência a Rua Conde de Sarzedas, na época o centro da comunidade japonesa na cidade, onde realizava evangelização e ajudava a comunidade a obter educação para as crianças e atendimento médico.
Naquela época, muitos políticos brasileiros enxergavam os japoneses como imigrantes indesejados e incapazes de se integrar com o povo brasileiro. Isso preocupava Padre Guido, que amava a comunidade japonesa. Naquela época existiam escolas para as crianças filhas de imigrantes japoneses, mas elas geralmente tinham foco em oferecer uma educação similar a do Japão e prepará-las para retornar ao país asiático, e muitas sequer ensinavam a língua portuguesa. Por outro lado, devido às diferenças linguísticas e culturais, as crianças japonesas também não se adaptavam bem às escolas brasileiras. Padre Guido portanto teve a ideia de fundar uma escola católica voltada para filhos de imigrantes japoneses, mas que as preparassem para viver no Brasil e se integrar à sociedade brasileira.
Padre Guido entendeu que criar essa escola só seria possível com o envolvimento da própria comunidade japonesa, e portanto pediu ajuda ao Padre Domingos Chohachi Nakamura, jesuíta japonês da Prefeitura de Nagasaki, e Shinto Aoki, imigrante japonês da vila de Imamura, no município de Tachiarai, Prefeitura de Fukuoka, uma vila de antigos cristãos japoneses ocultos e local de origem de grande parte dos japoneses católicos que vieram ao Brasil no início da imigração japonesa. Os dois, com ajuda de dois conterrâneos de Shinto, os comerciantes de doces Ihei Hirata e Rishichi Aoki, conseguiram que muitas famílias de Imamura e outras famílias japonesas católicas doassem cerca de 40 contos de réis, suficiente para estabelecer a escola. Também conseguiram apoio espiritual e material de Dom Miguel Kruse, superior geral do Mosteiro de São Bento, que também muito desejava a construção de uma escola católica para japoneses.
A escola foi inaugurada em 1928 em um prédio alugado na Avenida da Liberdade, 419, tendo Padre Guido como reitor, Shinto Aoki como diretor e com a primeira turma contando com 10 estudantes. A escola tinha regime de internato, pois na época, quase todas as famílias japonesas viviam em fazendas no interior e não na capital. Entre as primeiras turmas de estudantes do colégio estariam Yukishigue Tamura e João Sussumu Hirata, dois dos primeiros deputados federais de descendência japonesa no Brasil.
Em dezembro de 1931, ocorreu a transferência do colégio para a Rua Moreira e Costa. Sua inauguração foi feita em março de 1932. Uma semana depois, no dia de São José, 19 de março, foi celebrada pelo Padre Guido a primeira missa no salão de estudos do novo colégio.
No ano de 1950, a escola recebeu concessão para funcionar como "Ginásio São Francisco Xavier", e assim permaneceu pelos próximos 16 anos, como Ginásio e Primário.
Mais tarde, no início da década de 60, instalações importantes da instituição já haviam sido concluídas, como a igreja e o salão de artes, espaço criado pelo Padre Shigeo Takeuchi em homenagem aos 50 anos da imigração japonesa. Anos depois, em 1966, o segundo grau foi instalado no colégio, que passa a ser chamado definitivamente de "Colégio São Francisco Xavier".

Foi apenas em 1969 que a instituição permitiu a entrada de meninas, tornando-se, enfim, um colégio misto.

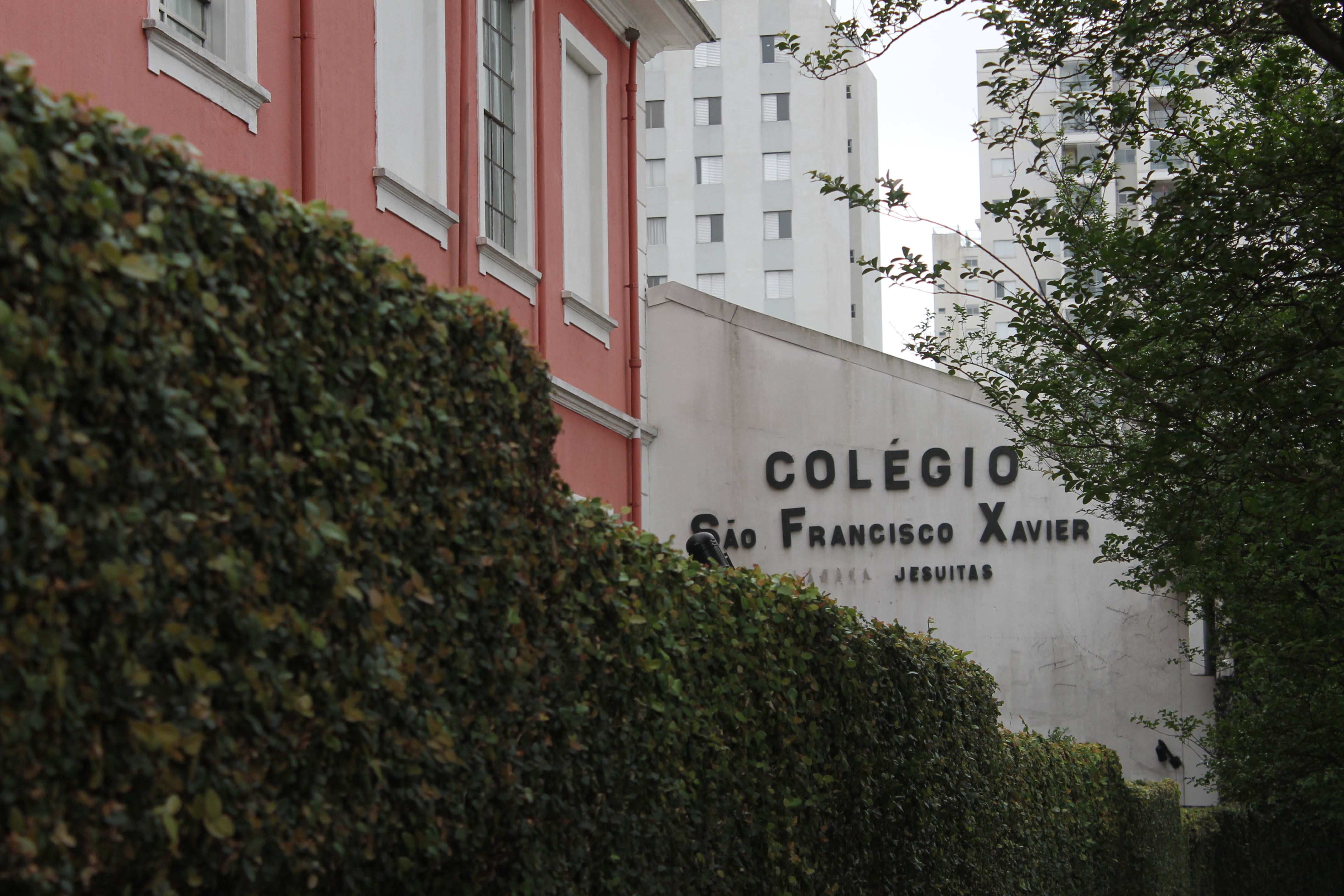
Imagem lateral do Colégio São Francisco Xavier, no Ipiranga, em São Paulo.

## Rede Jesuíta de Educação (RJE)
O São Francisco Xavier segue os valores da Rede Jesuíta de Educação - ou Rede de Educação da Companhia de Jesus, à qual pertence. Ele propõe uma formação acadêmica "humana e cristã", como define a RJE, além de defender que a escola deve estar a serviço do bem comum. Desde que foi fundado, o colégio desenvolve seu trabalho em conjunto à missão da Igreja Cristã.
A Rede Jesuíta de Educação é uma das que têm maior alcance, atendendo por volta de 3 milhões de pessoas ao redor do mundo e administra mais de 850 colégios e 200 universidades e faculdades. No Brasil, possui 17 escolas localizadas do Nordeste ao Sul do Brasil.

### Fundação Fé e Alegria
Além de seus colégios, universidades e faculdades, a rede presta serviço social em mais de 2700 centros de educação popular, a partir de sua Fundação Fé e Alegria.
A Fundação foi iniciada pelo Padre jesuíta venezuelano, José María Veláz, em conjunto a estudantes da universidade jesuíta UCAB (Universidade Católica Andrés Bello), os quais prestavam assistência social aos moradores do bairro popular de Cátia, em Caracas. Com o tempo o movimento de Veláz começou a crescer; assim surgiu a Fé e Alegria, e a Fundação  passou a construir colégios e escolas para toda a comunidade. O movimento foi assumido pela Companhia de Jesus, e jesuítas de toda a América Latina adotaram suas boas ações, assim, Congregações religiosas estabeleceram centros educacionais em áreas carentes e marginalizadas, onde tal serviço fazia-se necessário.
A expansão desse movimento ocorreu de forma muito bem sucedida, até que a Fundação tornou-se a Federação Internacional Fé e Alegria, chegando a prestar seus serviços em países da América do Sul, América Central, Caribe, Europa e África.

#### A Fundação no Brasil
A Fé e Alegria chegou ao Brasil no ano de 1981. Segundo estatísticas do ano de 2014, ela atua em 21 municípios de 16 Estados diferentes, auxiliando cerca de 21 mil pessoas, através da ação educativa e social dos colaboradores.

## Arquitetura

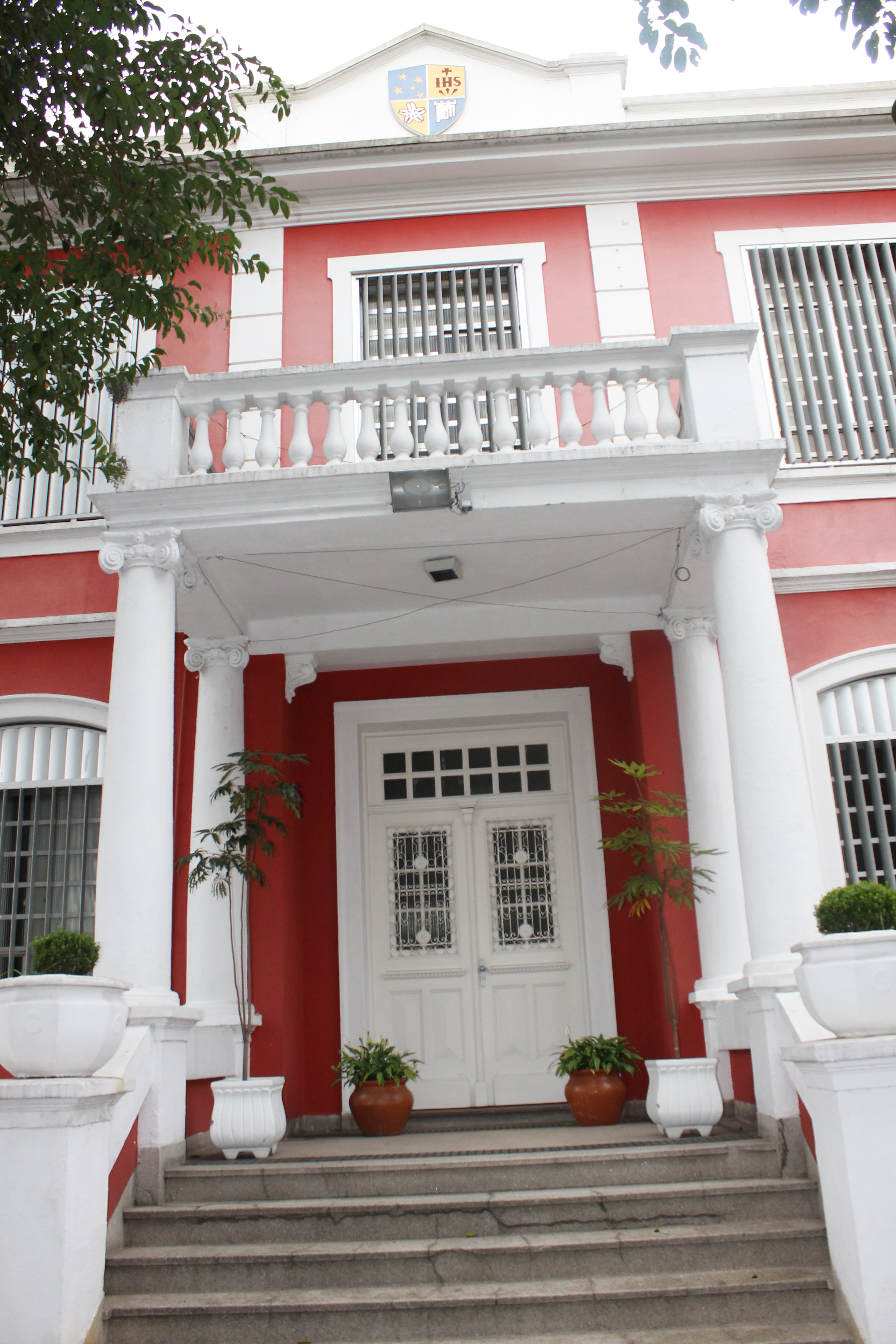
Visão frontal de uma das portas de entrada do Colégio São Francisco Xavier; na foto, é possível enxergar o pináculo e platibanda.

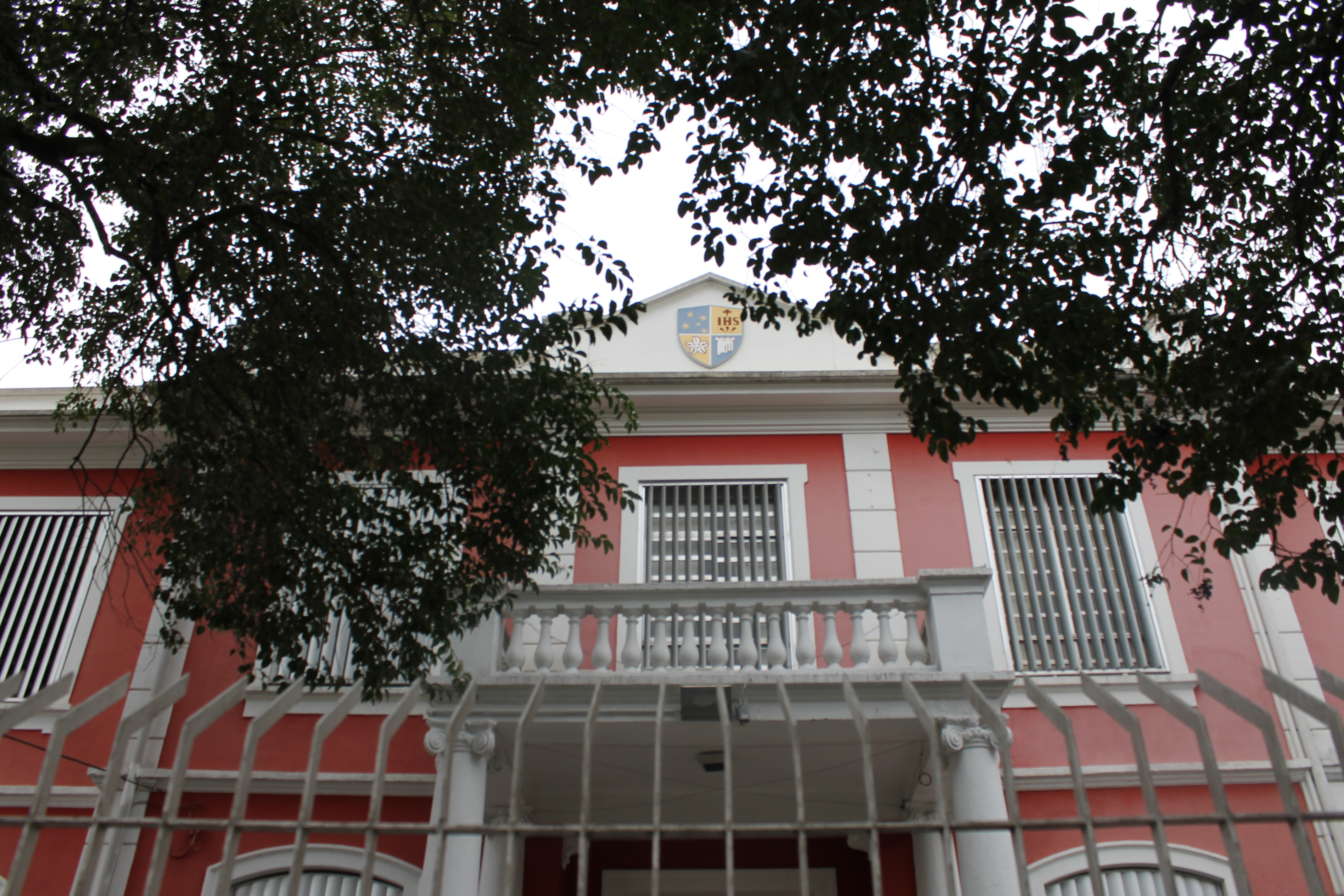
Pináculo do edifício do São Francisco Xavier.

Apesar de ter permanecido no mesmo local desde a mudança da unidade da Liberdade para o Ipiranga, a fachada já não é mais a mesma de quando havia acabado de ser construído. O Colégio passou por um grande processo de modernização interna no final dos anos 90, e, por fora, também sofreu mudanças bastante visíveis. O edifício ainda possui muitas das características antigas, como as platibandas - muretas na parte superior do edifício que escondem o telhado - e os pináculos - pontos mais altos na construção; mas sofreu algumas alterações, como a substituição de sua grade simples por um muro e um portão mais atuais. Mesmo com o passar de tanto tempo e as mudanças na construção, o que permanece desde o começo são os valores católicos da instituição na formação de seus alunos.

### Edifício Atual
Apenas 3 anos depois do surgimento da escola São Francisco Xavier na Liberdade - antes chamada de Colégio Católico São Francisco Xavier - foi inaugurado o prédio onde localiza-se a instituição atualmente.  Além da área destinada para os alunos, há uma capela junto ao colégio, adicionada ao complexo escolar em 1958, em comemoração às bodas de ouro da imigração japonesa. Foi construída pelo também imigrante japonês Padre Shigeo Takeuchi.
O prédio no Ipiranga atuava inicialmente apenas como ginásio e primário. Foi somente em 1966 que foi incluído o Ensino Médio e tornou-se, de fato, o Colégio São Francisco Xavier.
Em 1969, o colégio - que antes aceitava apenas meninos - passou a ser misto; e hoje já não é mais voltado exclusivamente para a comunidade japonesa de São Paulo.
No ano de 2005, após a súbita morte do reitor Pe. Laerte, que ocupou o cargo durante 6 anos, foi instaurada uma nova forma de direção, que se divide em reitor - responsável por representar a Companhia de Jesus, além de tomar frente nas reuniões do conselho e supervisionar a efetivação das metas educacionais - e diretor geral, que cuida da parte pedagógica e administrativa da entidade.

## Significado histórico e cultural
A imigração japonesa é uma parte importante da história brasileira, principalmente para São Paulo. O colégio de Guido del Toro teve um papel essencial na recepção dessa comunidade, que chegava ao país sem muita estrutura para manter uma boa qualidade de vida, e que, em grande parte, ia exercer o pesado trabalho braçal nos cafezais.  Além disso, o Colégio São Francisco Xavier exerceu um grande papel para a Companhia de Jesus. A partir da evangelização dos inúmeros imigrantes japoneses que chegavam ao Brasil, representou sucesso como missão dos jesuítas, que tinham como objetivo difundir o catolicismo e lavá-lo àqueles que não o praticavam.

### Processo de tombamento do Colégio São Francisco Xavier
O Colégio São Francisco Xavier foi tombado no dia 8 de maio 2007 pela Conpresp (Conselho Municipal de Preservação do Patrimônio Histórico, Cultural e Ambiental da Cidade de São Paulo). Seu tombamento está incluído em um conjunto de 12 edificações remanescentes dos antigos institutos assistenciais e de ensino do bairro do Ipiranga, considerados pelo Concresp patrimônios históricos. Essas edificações são protegidas pela lei contra qualquer tipo de depredação, tendo em vista seus valores na história, arquitetônico e paisagístico.

## Galeria

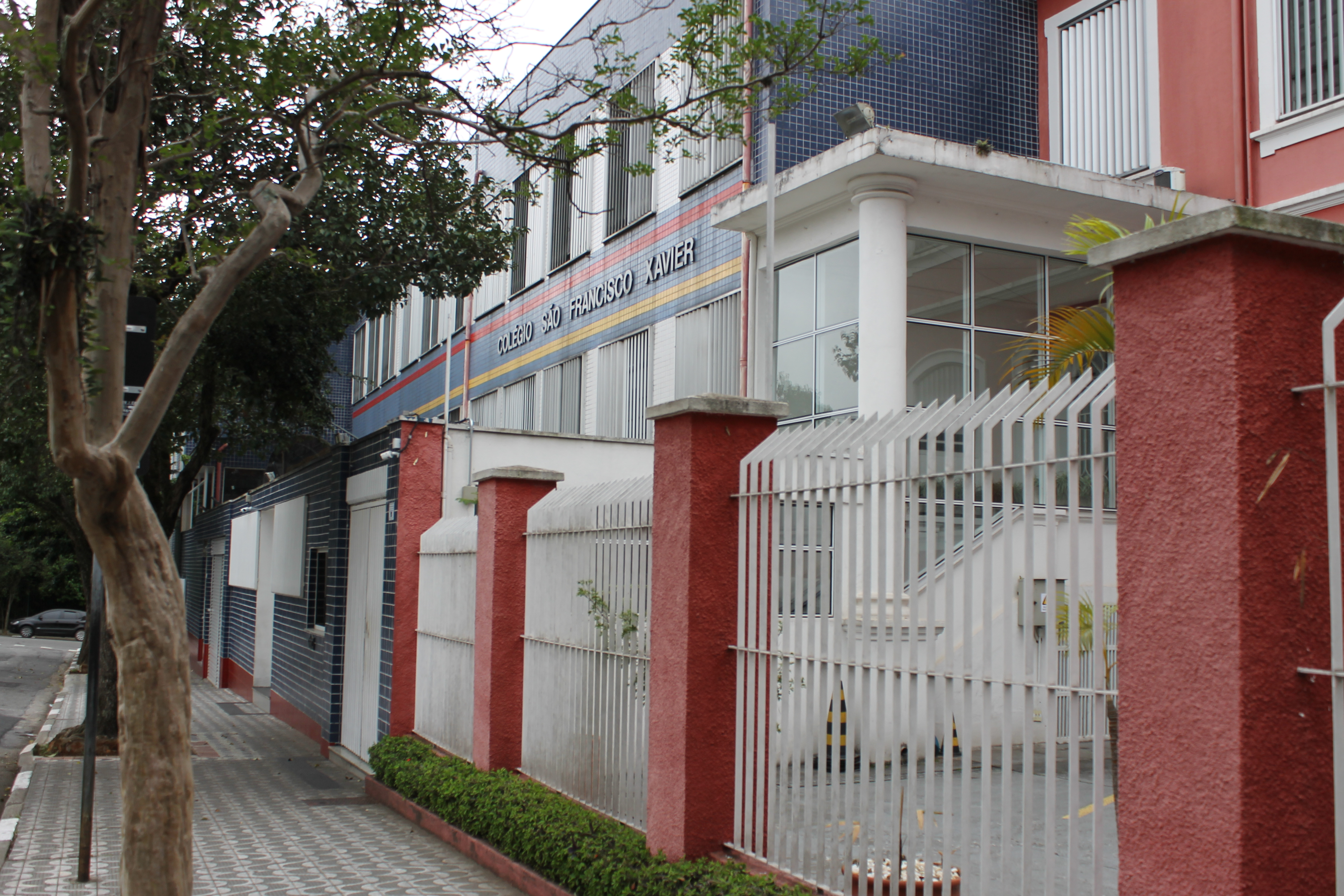
Fachada do colégio.
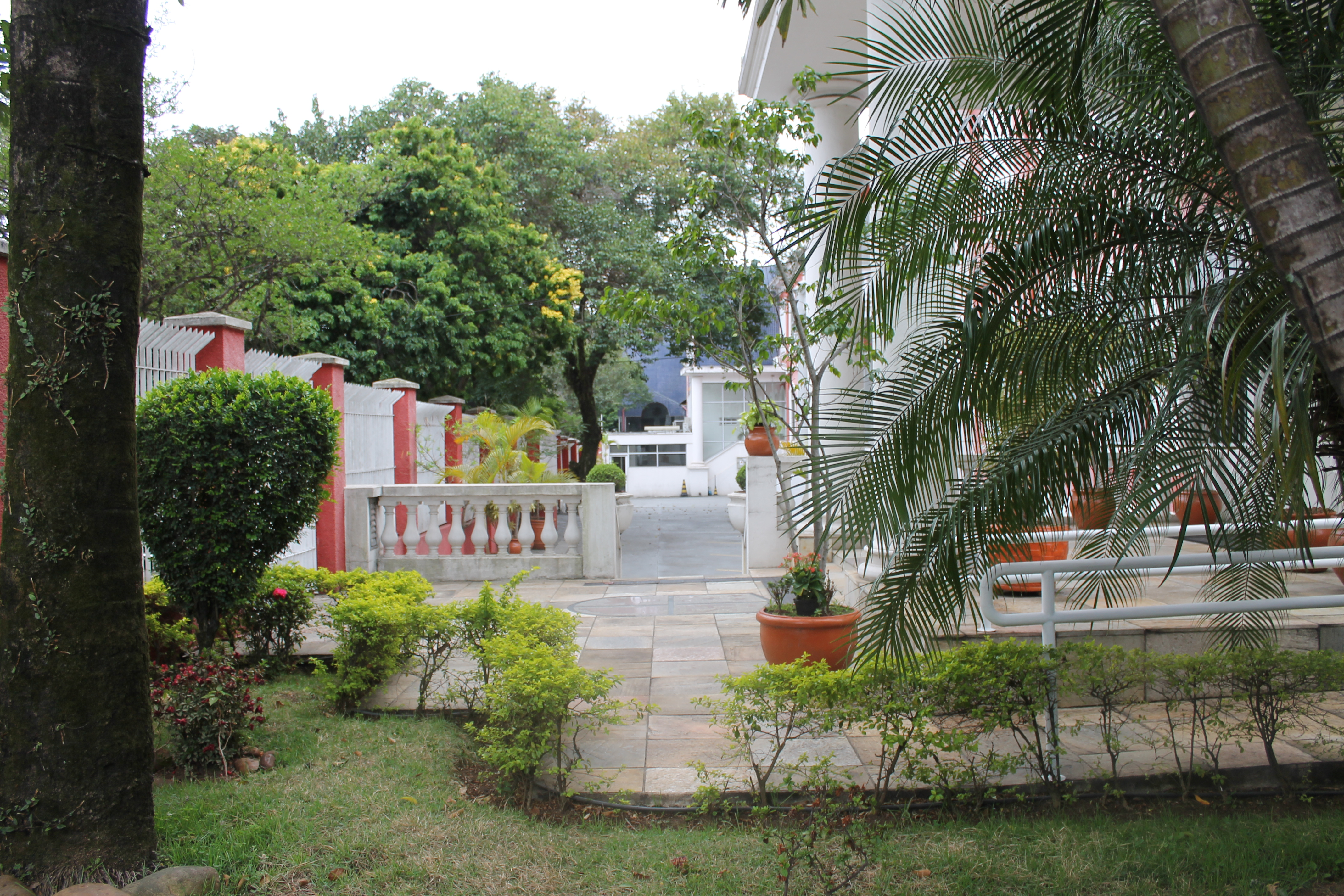
Visão lateral do jardim da entrada do colégio.
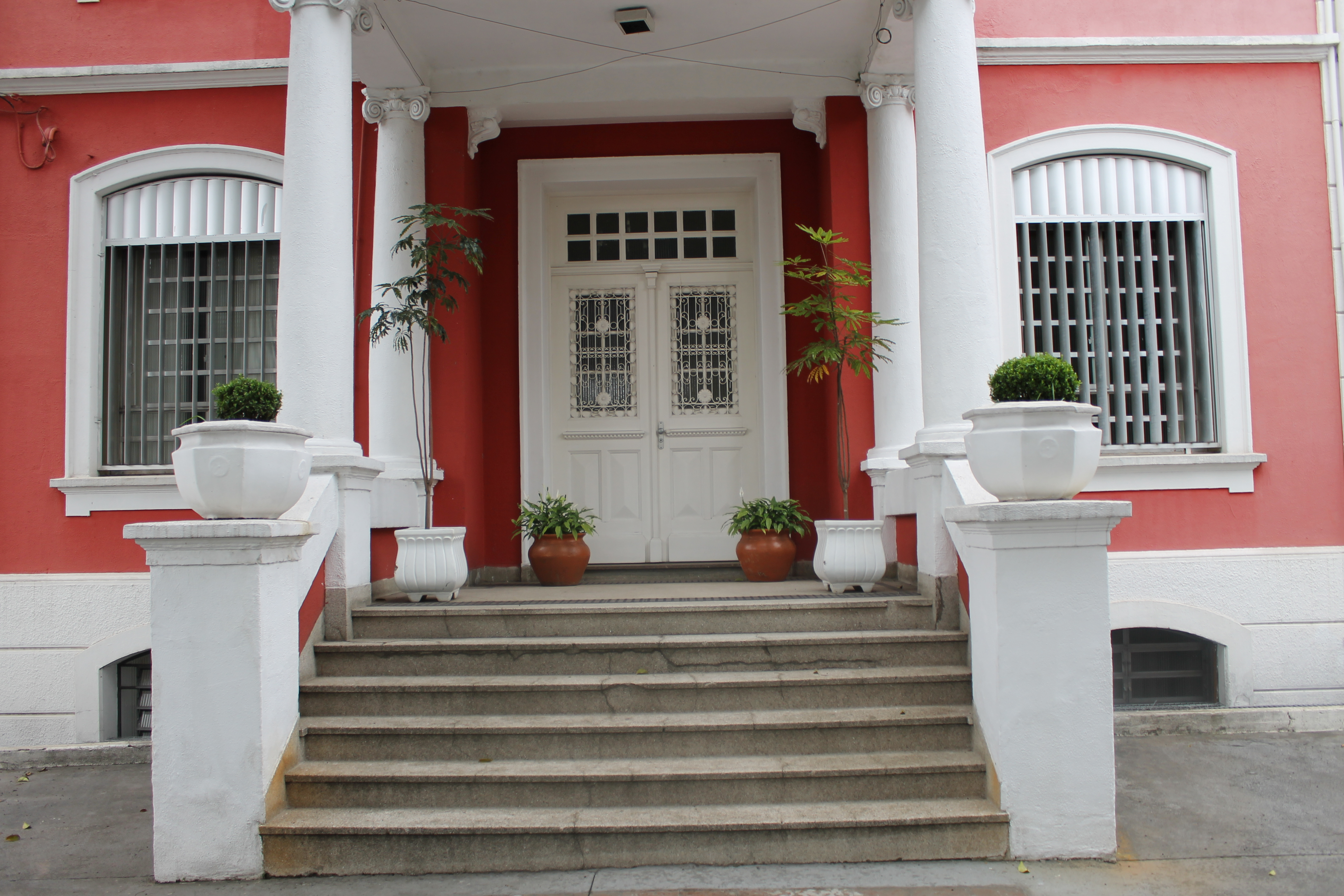
Porta de entrada para o colégio.